# Aleje Ujazdowskie w Warszawie

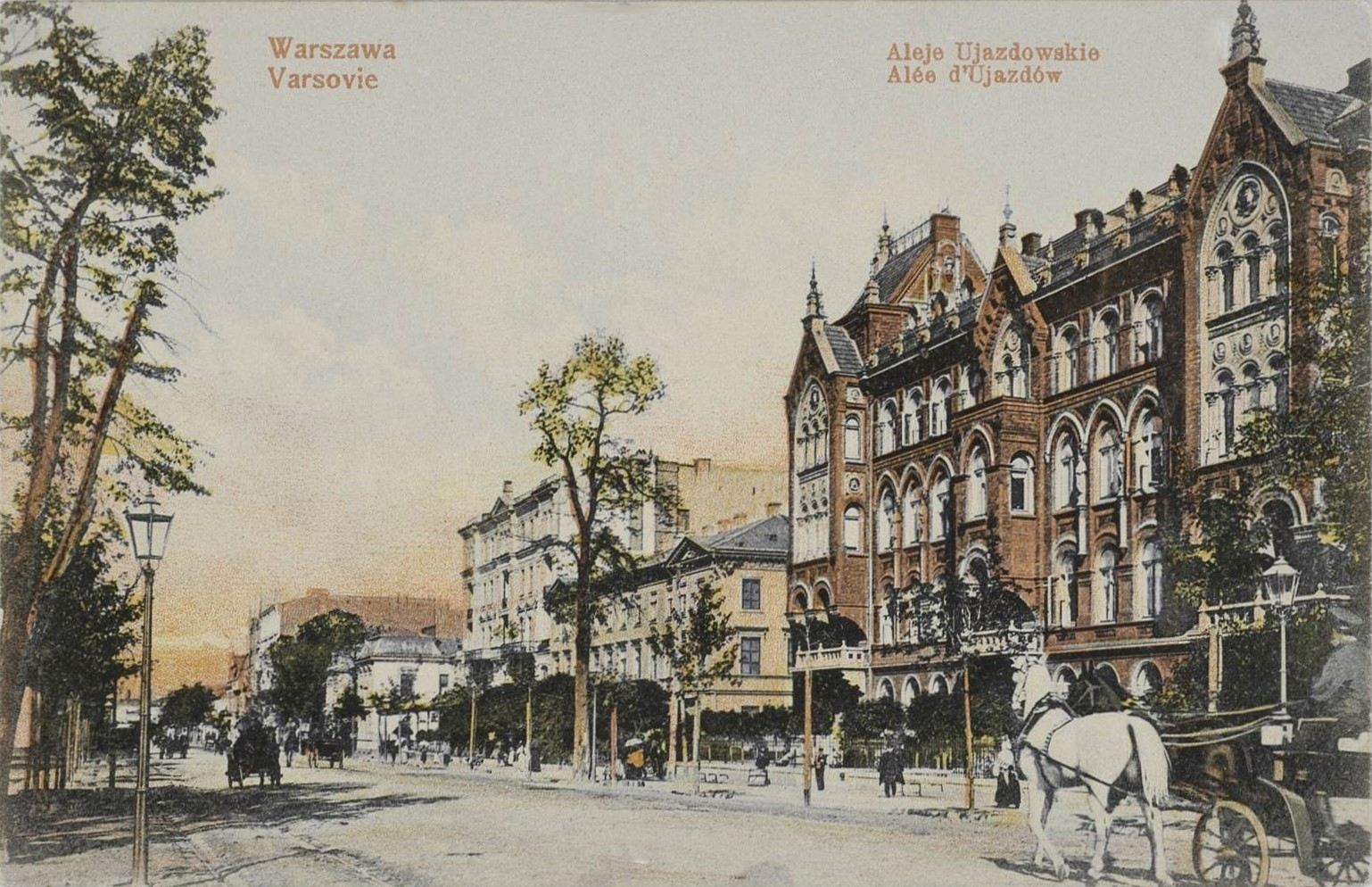
Aleje Ujazdowskie przed I wojną światową

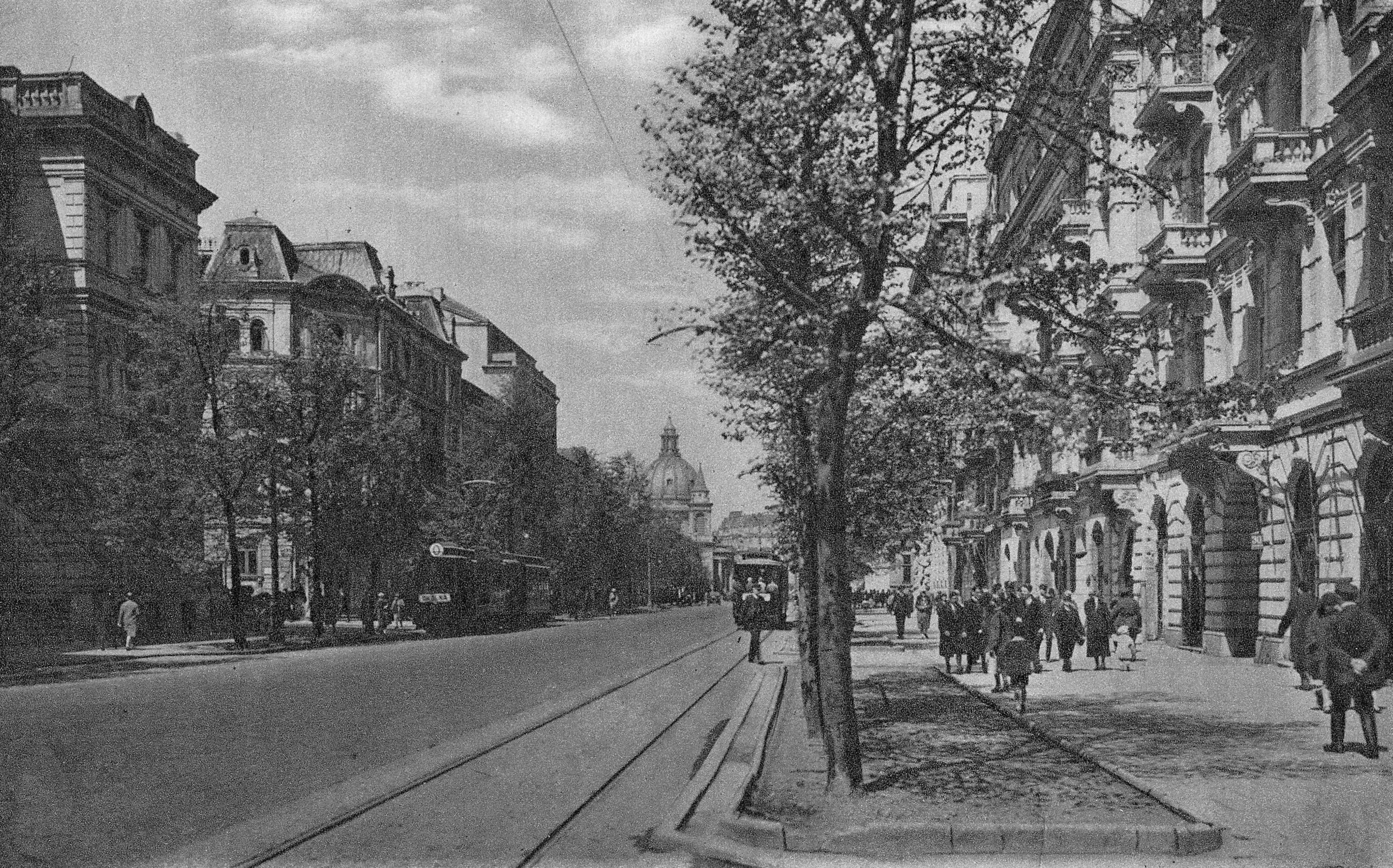
Aleje przed 1939. Widok w kierunku placu Trzech Krzyży, w oddali widoczna kopuła kościoła św. Aleksandra

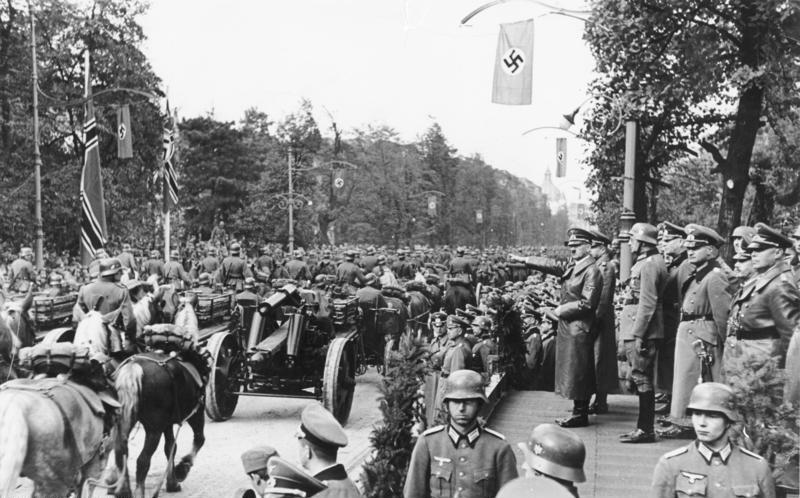
Adolf Hitler odbierający defiladę zwycięstwa wojsk niemieckich w Alejach Ujazdowskich, 5 października 1939

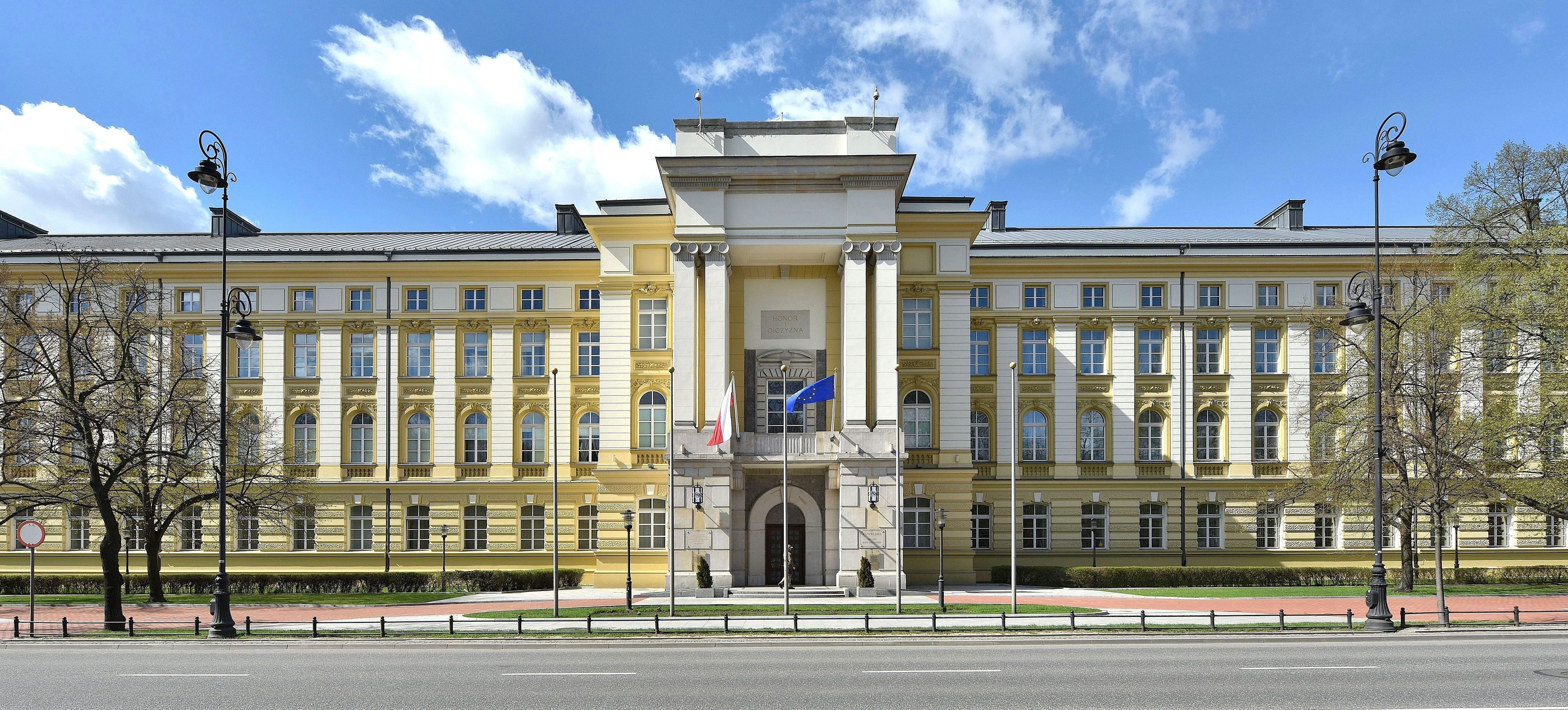
Gmach Kancelarii Prezesa Rady Ministrów (nr 1/3)

Aleje Ujazdowskie – ulica w śródmieściu Warszawy stanowiąca fragment Traktu Królewskiego.
Na całej swojej długości jest to szeroka aleja o dwóch pasach ruchu w każdą stronę. Wzdłuż niej wytyczono drogę dla rowerów.

## Historia
Pierwsze wzmianki o ulicy prowadzącej do Ujazdowa (Jazdowa) pochodzą z 1659. W latach 1722–1732 z polecenia króla Augusta II przez pola uprawne wytyczona została Droga Kalwaryjska, prowadząca od placu Trzech Krzyży do Grobu Chrystusa niedaleko Zamku Ujazdowskiego. Stanowiła ona naturalne przedłużenie trasy prowadzącej ze Starego Miasta przez Krakowskie Przedmieście i Nowy Świat do Wilanowa. Wzdłuż drogi wzniesiono 28 murowanych kaplic zaprojektowanych przez Joachima Daniela Jaucha. Droga miała długość ok. 2 km i szerokość 14 metrów. Była obsadzona lipami i przecinały ją drogi narolne (późniejsze ulice), dochodzące do zagród wsi Ujazdów.
W drugiej połowie XVIII wykonane z nietrwałych materiałów kaplice zostały rozebrane, a Droga Kalwaryjska przekształciła się w Aleje Ujazdowskie (jej dolna część została włączona w sieć dróg Łazienek Królewskich). W latach 1767–1768 po obu stronach ulicy wykopano rowy odwaniające i ustawiono ławki.
W roku 1827 powstała Dolina Szwajcarska, szybko stając się popularnym miejscem spotkań i imprez masowych. W 1857 przy ulicy zainstalowano pierwsze latarnie gazowe, jednak wskutek niewłaściwego ułożenia rur ulatniający się gaz doprowadził do zniszczenia drzew rosnących przy ulicy. W 1863 rury gazowe ułożono pośrodku ulicy i zabroniono ich układania w pobliżu drzew.
W 1879 rozpoczęto kanalizowanie Alej. W latach 1893–1896 po wschodniej stronie ulicy, pomiędzy ul. Piękną i placem Na Rozdrożu, urządzono park Ujazdowski.
Druga połowa XIX wieku to początek zabudowy willowej i pałacowej w Alejach – powstały wówczas liczne siedziby arystokracji i przemysłowców. Po I wojnie światowej przy ulicy znalazło swoją siedzibę wiele poselstw i ambasad.
W 1881 poprowadzono Alejami linię tramwaju konnego, a w 1908 – tramwaju elektrycznego. Cechą charakterystyczną Alej Ujazdowskich był nietypowy dla Warszawy sposób ułożenia torowiska. Pomimo szerokości jezdni wynoszącej 14 metrów na całej długości Alej ułożono je nie pośrodku jezdni, ale przy chodnikach.
11 grudnia 1922 roku przeciwnicy wyboru Gabriela Narutowicza na prezydenta Rzeczypospolitej Polskiej zbudowali na rogu  Alej Ujazdowskich i ul. Pięknej barykadę z ławek, usiłując nie dopuścić go do Sejmu w celu złożenia przysięgi przed Zgromadzeniem Narodowym. 
Zabudowa ulicy ucierpiała w czasie obrony Warszawy we wrześniu 1939. 5 października 1939 Adolf Hitler przyjął w Alejach Ujazdowskich defiladę zwycięstwa wojsk niemieckich. Trybunę honorową dla kanclerza III Rzeszy ustawiono na wysokości wylotu ulicy Chopina (po stronie parku Ujazdowskiego). Była to jedyna wizyta Adolfa Hitlera w okupowanej Warszawie.
W czasie okupacji rejon Alej Ujazdowskich znalazł się w obrębie dzielnicy niemieckiej, co spowodowało konieczność przekwaterowania stamtąd polskich mieszkańców przez Zarząd Miejski do innych części miasta. Dwukrotnie zmieniano nazwę ulicy. W maju 1940 Aleje zostały przemianowane na Lindenallee (aleję Lipową), a 6 października 1940 na Siegesstrasse (ulicę Zwycięstwa). Nazwa nawiązywała do niemieckiego zwycięstwa nad Polską w 1939. Nazwy tej nie wolno było tłumaczyć na język polski. Zmianie nazwy ulicy towarzyszyła defilada oddziałów Wehrmachtu, SS i policji, odebrana przez generalnego gubernatora Hansa Franka i feldmarszałka Wilhelma Lista. Niektóre budynki znajdujące się w Alejach Ujazdowskich zostały zajęte przez niemiecką administrację m.in. w kamienicach dochodowych Bohdanowicza pod nr 9 (obecnie 11 – siedziba Ministerstwa Sprawiedliwości) i ul. Koszykowej 6 i 6a miała swoją siedzibę Kriminalpolizei (Kripo), w willi Gawrońskich (nr 23) mieściła się siedziba dowódcy SS i Policji na dystrykt warszawski, a pod nr 31 – warszawska siedziba NSDAP. Aleje Ujazdowskie były jedną z reprezentacyjnych ulic, po których na podstawie zarządzenia Ludwiga Leista w lipcu 1940 zabroniono chodzenia Żydom. W kwietniu 1942 ulicą zaczęła kursować przeznaczona wyłącznie dla Niemców nowo uruchomiona okólna linia tramwajowa „O” łącząca najważniejsze punkty Śródmieścia.
1 lutego 1944 w Alejach Ujazdowskich miał miejsce udany zamach na Dowódcę SS i Policji na dystrykt warszawski, Franza Kutscherę.
Zabudowa ulicy uległa poważnym zniszczeniom w czasie powstania warszawskiego. Po 1945 zachowała jednak swój charakter szerokiej, zadrzewionej ulicy z pałacami i wysokimi kamienicami. Jeden z zachowanych budynków został jednak zburzony pod budowę Ambasady Stanów Zjednoczonych.
Fragment ulicy między placem Trzech Krzyży a placem Na Rozdrożu uchwałą Rady Narodowej m.st. Warszawy z dnia 5 marca 1945 przemianowano na aleję im. Marszałka Józefa Stalina. Dawną nazwę przywrócono w 1956.
Od 1951 roku w Alejach Ujazdowskich organizowano kiermasz książkowy pod nazwą Dni Oświaty, Książki i Prasy, przeniesiony później pod Pałac Kultury i Nauki.
W związku z budową w latach 1971–1974 Trasy Łazienkowskiej pod ulicą przebito tunel o długości 46 metrów.
W 1994 Trakt Królewski w Warszawie wraz z historycznym zespołem miasta i Wilanowem został uznany za pomnik historii. W 2023, w czasie przebudowy placu Na Rozdrożu, zlikwidowano przejście podziemne dla pieszych znajdujące się pod ulicą.

## Ważniejsze obiekty
- Belweder
- Pomnik Józefa Piłsudskiego
- Gmach Kancelarii Prezesa Rady Ministrów (nr 1)
- Łazienki Królewskie
- Pomnik Fryderyka Chopina
- Pomnik Henryka Sienkiewicza
- Ogród Botaniczny (nr 4)
- Obserwatorium Astronomiczne Uniwersytetu Warszawskiego (nr 4)
- Centralne Biuro Antykorupcyjne (nr 9)
- Pomnik Wojciecha Korfantego
- Ministerstwo Sprawiedliwości oraz Cele Bezpieki, oddział Muzeum Powstania Warszawskiego (nr 11)
- Pałac Sobańskich – siedziba Klubu Polskiej Rady Biznesu (nr 13)
- Pomnik Stefana Roweckiego „Grota”
- Ambasada Węgier (ul. Chopina 2)
- Park Ujazdowski
- Pomnik Ignacego Jana Paderewskiego
- Pałac Pod Karczochem w Warszawie, siedziba Ambasady Litwy (nr 14)
- Pałacyk Wielopolskich (nr 15)
- Kamienica Władysława Ławrynowicza (nr 22)
- Willa Gawrońskich, b. siedziba Ambasady Jugosławii oraz Serbii (nr 23)
- Pałacyk Śleszyńskich, b. siedziba Ambasady Jugosławii oraz Serbii (nr 25)
- Pałac Rembielińskiego (nr 6a)
- Kamienica pod Gigantami (nr 24)
- Pałacyk Wilhelma Ellisa Raua – Ambasada Szwajcarii wraz z przedstawicielstwem organizacji promocji eksportu Osec (nr 27)
- Ośrodek Rozwoju Edukacji (nr 28)
- Ambasada Stanów Zjednoczonych (nr 29/31)
- Pomnik Ronalda Reagana
- Pałacyk Dziewulskich – Ambasada Bułgarii i Bułgarski Instytut Kultury (nr 33/35)
- Pałacyk Karnickich, siedziba Niemieckiego Instytutu Historycznego (nr 39)
- Pałacyk Józefa Jurkiewicza (od 1878 własność Ignacego Bernsteina), siedziba m.in. Ambasady Czarnogóry (nr 41)
- Kamienica firmy Ericsson (nr 47)
- Kamienica Jana Kulikiewicza (nr 49)
- Dom Dochodowy, siedziba m.in. Ambasada Nowej Zelandii (nr 51)
- Trzy tablice pamiątkowe Tchorka (nr 21 oraz przy skrzyżowaniach z ulicami: Bagatela i Agrykola)

## Obiekty nieistniejące
- Dolina Szwajcarska
- Kamienica Maurycego Spokornego
- Willa Lilpopa